# Conde de Azenha
O título de Conde de Azenha foi criado por decreto de 27 de setembro de 1852 da rainha D. Maria II de Portugal a favor de Bernardo Correia Leite de Morais Almada e Castro, 1.º conde de Azenha. O 2.º conde, filho do primeiro, teve o título por decreto de 12 de julho de 1855 do rei D. Pedro V.

## Titulares
1. Bernardo Correia Leite de Morais Almada e Castro (1806-1869), 1.º conde de Azenha, filho de Martinho Correia de Morais e Castro, 1.º visconde de Azenha.
2. Inácio Leite Correia de Almada Machado de Morais e Castro (n. 1832), 2.º conde de Azenha.